# 兵庫県立篠山東雲高等学校
兵庫県立篠山東雲高等学校（ひょうごけんりつ ささやましののめこうとうがっこう）は兵庫県丹波篠山市福住にある県立高等学校。2011年に兵庫県立篠山産業高等学校から独立してできた新しい高校である。
本校の部活の1つである「自然科学部生物班」は新聞やテレビなどの多くのメディアに取り上げられている。

## 学科
- 地域農業科（定員40名）
  - アグリ・プロダクト類型
  - アグリ・サービス類型
  - フード・インスティテュート類型

## 沿革
- 1948年 - 兵庫県立篠山農業高等学校東雲分校が開設
- 1963年 - 兵庫県立篠山産業高等学校東雲分校と改称
- 2011年 - 兵庫県立篠山東雲高等学校として独立

## 主な卒業生
- 角谷淳志 - プロボクサー、東雲分校時代

## アクセス
- JR福知山線篠山口駅よりR372を東へ車で30分

- JR篠山口駅西口よりウイング神姫（旧神姫グリーンバス）福住行に乗車し終点より徒歩。